# 香港警察與三合會關係
香港警察與三合會關係泛指香港警務處或個別警務人員與各三合會犯罪組織或三合會活動之間的關係。表面上警察與三合會是對立的，根據香港《社團條例》，任何人如屬非法社團的成員，即屬犯罪，最高刑罰為監禁7年。實際上多個三合會組織一直控制着香港的色情行業、毒品的販賣，亦涉及盜版的活動和染指小巴路線的營運，高峰期會員人數達20多萬，是以流傳着「警察管黑社會，黑社會管治安」的說法。

## 歷史
1960年代以前，香港社會貪污風氣嚴重，警察與三合會同流合污，平民百姓往往須要應付來自黑白兩道的苛索，所以當時的警察又被稱為「有牌爛仔」，也就是說「爛仔」掛上了公家的牌子，「好仔不當差」（良民不當警察）的觀念更加是根深蒂固。呂樂、藍剛、韓森及顏雄等最後潛逃海外的探長，為香港警黑勾結時代的代表，情況至廉政公署成立方開始收斂。
廉署在1994年10月及1995年1月進行大規模行動，拘捕涉嫌包庇色情架步的貪污警員。94年10月，廉署出動200人搜查旺角12處地點，拘捕48人，包括12名警務人員，他們涉嫌包庇區內20多個色情場所。數個月後，廉署在黃大仙區展開「Terryville」行動，出動300人一次過拘捕43人，當中包括16名包庇色情場所及賭檔的警員。
2001年11月，廉署开展“柳絮”行动，破获沙田警署重案组一个贪污集团。行动中共拘捕21人，包括5名警务人员。其中沙田重案组警官涉嫌与沙田几个黑帮勾结，通过收規費，多次在风月场所内逍遙快活，享受包括免费按摩、冲凉及到澳门嫖妓等“服务”。

## 警察臥底滲入黑幫
有組織罪案及三合會調查科的成立見證着警方委派臥底滲入黑幫搜證的辦案方式，一般的臥底行動可以持續18個月至兩年不等，全盛時期卧底人數多達200名，基本要求是生面孔，故此多從初出茅廬的學警中挑選。由於有組織犯罪牽連甚廣，黑幫的警覺性近年亦提高了不少，臥底身分一旦暴光，其人身安全即受威脅，輕則遭到毒打，重則面對生命危險。臥底要成功混入黑幫須要無比的勇氣，外觀及舉止方面亦須要適當調節，將頭髮染金以喬裝小混混並非罕見，為得到信任以便在黑幫內晉升職級，情非得已下須要參與械鬥、扯皮條或其他非法活動，而且為免身份曝光，臥底并沒有刑事豁免權。最終目的是為了搜集足夠犯罪證據及情報，拘捕黑幫高層及核心人物。

## 黑幫成員滲入警隊
在警方派臥底滲入黑幫的同時，黑幫亦有成員加入警隊，這是俗稱的「黑警」，他們主要負責向背後所屬的組織通風報訊，在警察採取行動前已作鳥獸散，致使打擊罪案的行動無法奏效。

## 警黑合作爭議
港英時期的警黑勾結多數是警察收了黑道的賄款，包庇犯罪活動。2014年雨傘運動期間，有說黑幫頭目進出警察總部開會，商討如何處理示威者的事宜，亦有證據顯示部分反佔中人士具三合會背景，有說他們收了北京當局的維穩費，目的是當警察的爛頭卒，亦有說旺角街道遭到阻塞，嚴重影響黑幫操控小巴路線的收入，在利益受損的前題下衝擊示威者，而警察則靜觀其變，坐收漁人之利。
2019年7月元朗襲擊事件亦被指為警黑合作的例子，警方接獲舉報時姍姍來遲，大隊不能立刻到達現場，及後被投訴時更加把警署大閘落下，有人據此認為警察事後採取坐視不理的態度。

## 參閲
- 香港警察相關爭議及犯罪指控
- 警黑合作
- 香港警察牽涉嫖妓事件列表